# Rio Halaş
O Rio Halaş é um rio da Romênia, afluente do Finiş, localizado no distrito de Bihor.